# Xanthopimpla femoralis
Xanthopimpla femoralis är en stekelart som beskrevs av Henry Keith Townes, Jr. och Chiu 1970. Xanthopimpla femoralis ingår i släktet Xanthopimpla och familjen brokparasitsteklar.

## Underarter
Arten delas in i följande underarter:
- X. f. russea
- X. f. spiloptera